# 東経151度線
東経151度線（とうけい151どせん）は、本初子午線面から東へ151度の角度を成す経線である。北極点から北極海、アジア、太平洋、オーストラレーシア、南極海、南極大陸を通過して南極点までを結ぶ。東経151度線は、西経29度線と共に大円を形成する。

## 通過する地域一覧
東経151度線は、北極点から南極点まで南に向かって以下の場所を通っている。
| 地理座標                                               | 国土・領土・領海   | 備考 |
| ------------------------------------------------------ | ------------------ | --- |
| 北緯90度0分 東経151度0分 / 北緯90.000度 東経151.000度  | 北極海             | |
| 北緯76度50分 東経151度0分 / 北緯76.833度 東経151.000度 | 東シベリア海       | ロシア・ノバヤ・シビリ島（英語版）（北緯75度7分 東経150度59分 / 北緯75.117度 東経150.983度）の東を通過 |
| 北緯71度23分 東経151度0分 / 北緯71.383度 東経151.000度 | ロシア             | |
| 北緯59度34分 東経151度0分 / 北緯59.567度 東経151.000度 | オホーツク海       | ロシア・en:Zavyalov Island（北緯59度5分 東経151度0分 / 北緯59.083度 東経151.000度）とコニ半島の間を通過 千島列島・知理保以島（北緯46度31分 東経150度56分 / 北緯46.517度 東経150.933度）の東を通過                              |
| 北緯46度33分 東経151度0分 / 北緯46.550度 東経151.000度 | 太平洋             | |
| 南緯2度42分 東経151度0分 / 南緯2.700度 東経151.000度   | パプアニューギニア | ニューアイルランド島 |
| 南緯2度48分 東経151度0分 / 南緯2.800度 東経151.000度   | 太平洋             | ビスマルク海 |
| 南緯2度57分 東経151度0分 / 南緯2.950度 東経151.000度   | パプアニューギニア | ダイオール島（英語版） |
| 南緯2度58分 東経151度0分 / 南緯2.967度 東経151.000度   | 太平洋             | ビスマルク海 |
| 南緯5度23分 東経151度0分 / 南緯5.383度 東経151.000度   | パプアニューギニア | ニューブリテン島 |
| 南緯6度2分 東経151度0分 / 南緯6.033度 東経151.000度    | ソロモン海         | |
| 南緯8度30分 東経151度0分 / 南緯8.500度 東経151.000度   | パプアニューギニア | キリウィナ島 |
| 南緯8度33分 東経151度0分 / 南緯8.550度 東経151.000度   | ソロモン海         | |
| 南緯9度35分 東経151度0分 / 南緯9.583度 東経151.000度   | パプアニューギニア | サナロア島（英語版） |
| 南緯9度38分 東経151度0分 / 南緯9.633度 東経151.000度   | ソロモン海         | |
| 南緯9度55分 東経151度0分 / 南緯9.917度 東経151.000度   | パプアニューギニア | ノルマンディー島（英語版） |
| 南緯10度7分 東経151度0分 / 南緯10.117度 東経151.000度  | ソロモン海         | |
| 南緯10度16分 東経151度0分 / 南緯10.267度 東経151.000度 | パプアニューギニア | ヌアカタ島（英語版） |
| 南緯10度17分 東経151度0分 / 南緯10.283度 東経151.000度 | ソロモン海         | |
| 南緯10度35分 東経151度0分 / 南緯10.583度 東経151.000度 | パプアニューギニア | バシラキ島（英語版） |
| 南緯10度39分 東経151度0分 / 南緯10.650度 東経151.000度 | 珊瑚海             | オーストラリア・コーラル・シー諸島を通過 |
| 南緯23度29分 東経151度0分 / 南緯23.483度 東経151.000度 | オーストラリア     | クイーンズランド州 — カーティス島（フランス語版）、本土 ニューサウスウェールズ州（南緯28度44分 東経151度0分 / 南緯28.733度 東経151.000度から） - シドニー（南緯33度52分 東経151度12分 / 南緯33.867度 東経151.200度）の西を通過 |
| 南緯34度14分 東経151度0分 / 南緯34.233度 東経151.000度 | 太平洋             | |
| 南緯60度0分 東経151度0分 / 南緯60.000度 東経151.000度  | 南極海             | |
| 南緯68度18分 東経151度0分 / 南緯68.300度 東経151.000度 | 南極大陸           | オーストラリア南極領土 - オーストラリアが領有権主張 |